# Herepei János (művelődéstörténész)
Herepei János (Kolozsvár, 1891. október 11. – Szeged, 1970. október 30.) erdélyi magyar művelődéstörténész, muzeológus, néprajzkutató, régész.

## Családja
Erdély művelődési életében nagy szerepet játszott családból született. Apai ősei közül Herepei Ádám, Kőrösi Csoma Sándor történelemtanára, és a természettudós Herepei Károly a nagyenyedi Bethlen Kollégium jeles professzorai voltak, teológiai és mérnöki végzettségű édesapja, Herepei Gergely pedig a népkönyvtárak létesítése, valamint az iskolai oktatás reformja terén szerzett érdemeket. Édesanyja, Tóth Etelka Bod Péter leszármazottja és Ady Endre másodunokatestvére volt

## Életútja

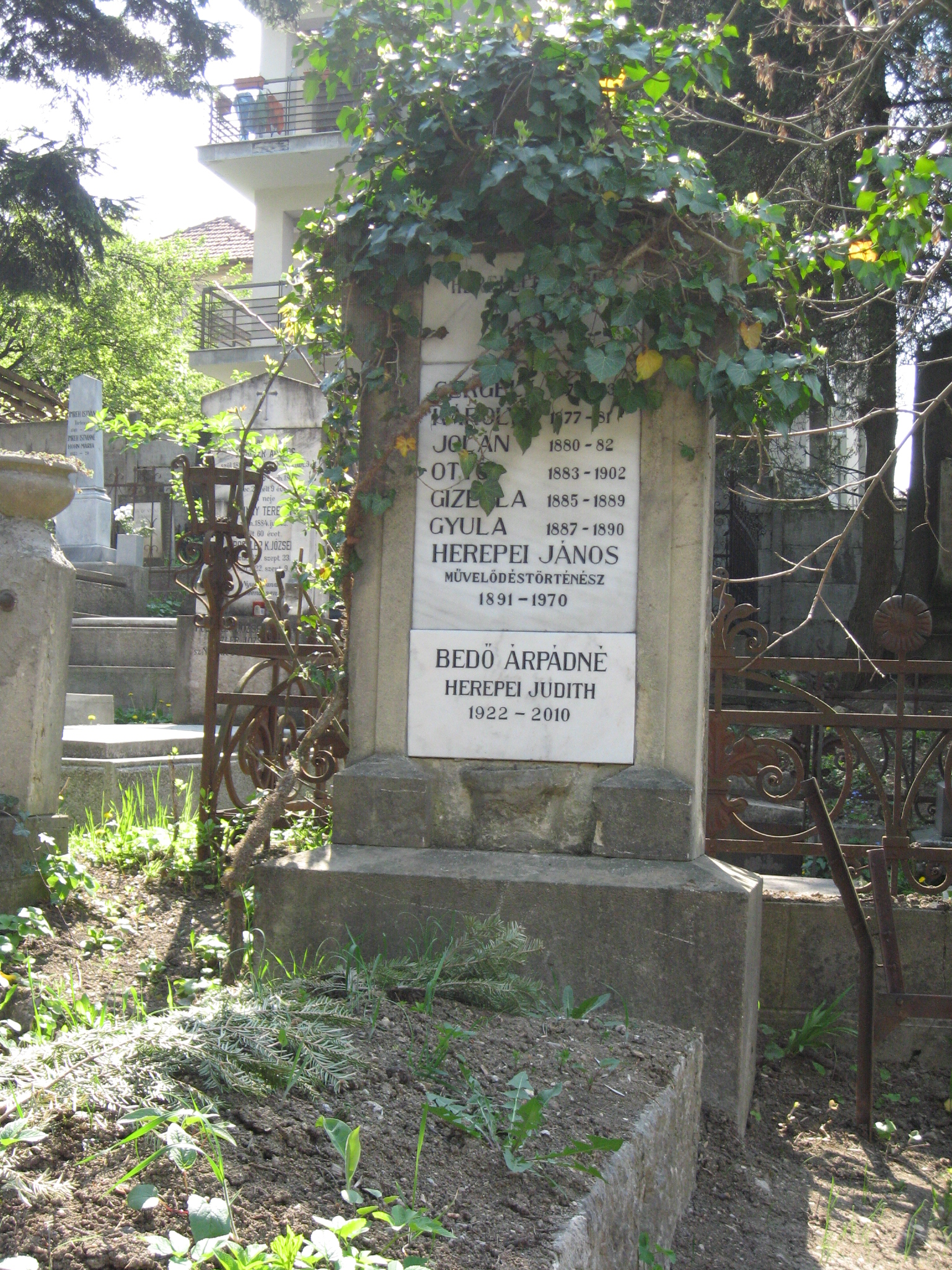
Jelképes sírfelirat a Házsongárdi temetőben.

Tanulmányait szülővárosában végezte, a református kollégiumban tett érettségi vizsga után 1910 őszén bölcsészettan-hallgatóként a magyar–történelem–régészet szakcsoportot választotta, de fényes előmenetele ellenére sohasem szerzett tanári oklevelet. Rövid olaszországi tanulmányútja után 1914 tavaszán az Erdélyi Múzeum-Egyesület Érem- és Régiségtárában vállalt segédarcheológusi állást, melyet az első világháború okozta kényszerű megszakítással az 1920-as évek első harmadáig töltött be. Ezután a Minerva Irodalmi és Nyomdai Rt. alkalmazottja és az Erdélyi Kárpát-egyesület Néprajzi és Népművészeti Gyűjteményének őre, 1938 és 1944 között a sepsiszentgyörgyi Székely Nemzeti Múzeum igazgatója. Itt a néprajzi részleg fejlesztését tekintette elsődleges feladatának, s munkatársaival főként Erdővidék népi műveltségének tárgyi emlékeit – a temetőket is beleértve – igyekezett megmenteni.
Már 1927-ben részt vett az Erdélyi Irodalmi Szemle kiadásában megjelent Márki-emlékkönyv összeállításában. Közleményei és cikkei az 1930-as évektől kezdve rendszeresen jelentek meg az Erdélyi Múzeum, Ifjú Erdély, Pásztortűz, Kálvinista Világ, Református Szemle és több budapesti szakfolyóirat (Ethnographia, Irodalomtörténeti Közlemények) hasábjain, alkalomadtán a napisajtóban is.
1945-től a Tolna vármegyébe áttelepült csángó-székelyek között folytatta néprajzgyűjtő tevékenységét, azonban tervét, hogy számukra Bonyhádon tájmúzeumot alapítson, nyugalomba vonulásáig nem sikerült megvalósítania. A Tolna vármegyei Kajdacsra húzódott, ahol a háborús pusztulást átvészelt adatgyűjtését rendezte. Elkészítette a kolozsvári Farkas utcai református templom történetét, mindkét Kelemen Lajos-emlékkönyvbe (1947, 1957) tanulmányt küldött. Az 1960-as évektől mint a szegedi József Attila Tudományegyetem irodalmi tanszékének tudományos munkatársa a Magyar Tudományos Akadémia támogatásával elkezdte a 17. század erdélyi szellemi mozgalmaira vonatkozó adatgyűjtésének sajtó alá rendezését.
Saját bevallása szerint családi hagyományai ébresztették fel benne „a távoli és közeli múlt emlékeinek nyomozási vágyát”. Serkentően hatott reá Kelemen Lajoshoz fűződő barátsága is. Munkamódszerét a nemes értelemben vett történelmi pozitivizmus jellemezte, amely a tárgyi emlékekre, mozzanatokra kiterjedő megfigyeléseket levéltári kutatásokkal párosította. Néprajzi vonatkozásban az ő kutatásai tisztázták az erdélyi bokály fogalmát és nemzetközi összefüggéseit; a javarészt ma már megsemmisült régi sírkövekről Kolozsvárt, Kalotaszegen és Erdővidéken készített leírásai a népi kőfaragó művészet 17.–18. századi stílusirányzatainak jobb megismerését segítették elő, s egyben sok nyelvtudományi becsű részletet is megörökítettek. Az Adattár XVIII. századi szellemi mozgalmaink történetéhez című kiadvány (Budapest–Szeged 1965, 1966, 1971) három kötetében (Polgári irodalmi és kulturális törekvések a század első felében; Apáczai és kortársai; Művelődési törekvések a század második felében) felhalmozott könyvtörténeti, életrajzi, iskolatörténeti adalékok a kor markáns egyéniségei mellett „seregnyi harcostársat szólítanak ki az ismeretlenség homályából” (Jankovics József), s ezáltal a gyűjtemény román és szász vonatkozásban is nélkülözhetetlen forrásmunka az erdélyi művelődési törekvések kutatói számára.
Kolozsvárt megjelent főbb dolgozatai: Levéltári adatok fa-építészetünk történetéhez I. Fa-templomok és haranglábak (ETF 107., 1939); A dési református iskola XVII. és XVIII. századbeli igazgatói és tanítói (ETF 130., 1941); Könyvészeti tanulmányok (ETF 143., 1942); Scholabeli állapotok Apáczai Csere János Kolozsvárra jövetele előtt (ETF 166., Kv., 1943); A gyalui iskola régi mesterei (ETF 203., Kv., 1947). A Házsongárdi temető régi sírköveit feldolgozó nagy monográfiája akadémiai díjat nyert, és volt sepsiszentgyörgyi munkatársa, Balassa Iván gondozásában kiadás előtt áll. Kézirati hagyatéka és kiterjedt tudományos levelezése leánya, özv. Baróti Józsefné Herepei Judit birtokában maradt Szegeden.
Jelképesen fel van írva neve a kolozsvári Házsongárdi temetőben a családi nyughely sírkövére, de valójában a szegedi belvárosi református temetőben nyugszik.

## Főbb művei
- A dési református iskola XVII. és XVIII. századbeli igazgatói és tanítói; Minerva Ny., Kolozsvár, 1941 (Erdélyi Tudományos Füzetek 127.)
- Könyvészeti tanulmányok; Erdélyi Múzeum-Egyesület, Kolozsvár, 1942 (Erdélyi tudományos füzetek)
- Scholabeli állapotok Apáczai Csere János Kolozsvárra jövetele előtt; Erdélyi Múzeum-Egyesület, Kolozsvár, 1943 (Erdélyi Tudományos Füzetek 134.)
- Bocskai Gábor egeresi síremléke és mestere; Erdélyi Tudományos Intézet, Kolozsvár, 1947
- A gyalui iskola régi mesterei; Erdélyi Múzeum-Egyesület, Kolozsvár, 1947 (Erdélyi Tudományos Füzetek 207.)
- Polgári irodalmi és kulturális törekvések a század első felében; MTA soksz., Bp.–Szeged, 1965 (Adattár XVII. századi szellemi mozgalmaink történetéhez)
- Apáczai és kortársai. Herepei János cikkei; MTA soksz., Bp.–Szeged, 1966 (Adattár XVII. századi szellemi mozgalmaink történetéhez)
- Művelődési törekvések a század második felében. Herepei János cikkei; Kossuth Ny., Bp.–Szeged, 1971 (Adattár XVII. századi szellemi mozgalmaink történetéhez)
- A Házsongárdi temető régi sírkövei. Adatok Kolozsvár művelődéstörténetéhez; sajtó alá rend. Balassa Iván, Herner János, Keserű Bálint, utószó Balassa Iván; Akadémiai, Bp., 1988
- A kalotaszegi templomok, cintermek és temetők régi sírkövei; sajtó alá rend., szerk., előszó Sas Péter; Kolozsvár, Művelődés, 2001
- A kolozsvári Farkas utcai templom történetéből. Az 1638–1647. évi építkezés, berendezés és felszerelés adattára; sajtó alá rend., szerk., előszó Sas Péter; Kolozsvár, Művelődés, 2002
- A kolozsvári Farkas utcai református templom és kollégium történetéből; sajtó alá rend., szerk., előszó Sas Péter; Kolozsvár, Művelődés, 2004
- Kolozsvár történeti helyrajza; sajtó alá rend., szerk., utószó Sas Péter; Kolozsvár, Művelődés, 2004
- A kolozsvári színház és színészet történetéből; sajtó alá rend. Sas Péter; Kolozsvár, Művelődés, 2005
- Művelődéstörténeti tanulmányok és adattárak; sajtó alá rend., szerk., előszó Sas Péter; Kolozsvár, Művelődés, 2008